# Barbiezos
Barbiezos  (en inglés: Berbice) es una antigua región de Guyana, llamada en algunas ocasiones como el antiguo país. El río Barbiezos la recorre. Era una antigua colonia holandesa, como se evidencia en la existencia de un ya casi extinto dialecto criollo neerlandés basado en lenguas del África occidental, especialmente el Ijo.

## Historia
Barbiezos fue colonizado en 1627 por el neerlandés Abraham van Peere. Pocos años después Lawrence Hyde, bajo concesión del rey Carlos II de Inglaterra, fundó Surinam.
En noviembre de 1712, Barbiezos fue brevemente ocupada por los franceses liderados por el Baron de Mouans. Del 27 de febrero de 1781 a febrero de 1782 fuerzas británicas ocuparon Demerara, la Esequibo y Barbiezos, subordinándolas a Barbados. De febrero de 1782 a 1784 correspondió de nuevo a los franceses la ocupación de las tres colonias neerlandesas, pero en 1784 Barbiezos fue devuelta a Holanda.
El 22 de abril de 1796 los británicos vuelven a ocupar su territorio. El 27 de marzo de 1802 es devuelta a la República Bátava, como era conocida Holanda entonces. La colonia fue cedida a Gran Bretaña el 20 de noviembre de 1815. El 21 de julio de 1831 Berbice fue unida a Demerara-Esequibo como la Guayana Británica.

## Rebelión de los esclavos de Barbiezos
Los malos tratos a los esclavos en Barbiezos atrajo pronto el ánimo de rebelión que estalló en 1762 cuando Cuffy logró reunir a más de 2.500 esclavos en contra de los colonos holandeses.